# Andrzej Wnuk (bokser)
Andrzej Wnuk (ur. 4 lutego 1952) – polski pięściarz, medalista mistrzostw kraju.
W sierpniu 1969 roku wziął udział w mistrzostwach Polski juniorów, które odbyły się we Wrocławiu. W finale kategorii 48 kg przegrał z Piotrem Sellinem z Gryfu Wejherowo. W maju 1970 został seniorskim wicemistrzem kraju, przegrywając walkę o złoto z Romanem Rożkiem. W sierpniu zajął drugie miejsce w Spartakiadzie Gwardyjskiej odbywającej się w Bukareszcie (w finale został pokonany przez Stefana Boboca). W listopadzie tego samego roku reprezentował Polskę na mistrzostwach Europy juniorów w Miszkolcu – w ćwierćfinale przegrał z Włochem Sabatino de Filippo.
W 1971 roku zdobył brązowy medal mistrzostw Polski w kategorii 51 kg, przegrywając w półfinale z Hubertem Skrzypczakiem. W tym samym roku kolejny raz wziął udział w Spartakiadzie Gwardyjskiej – został zwycięzcą zawodów, które odbyły się we Wrocławiu. W 1972 powtórzył ten sukces w Bułgarii. W 1973 zdobył drugi brązowy medal mistrzostw kraju, tym razem w półfinale został pokonany przez Leszka Borkowskiego.
Był wychowankiem i zawodnikiem Stali Zabrze. Reprezentował również barwy Błękitnych Kielce.